# Anemone Valcke
Pour les articles homonymes, voir Valcke.
Anemone Valcke, née à Gand le 27 septembre 1990, est une actrice belge flamande.

## Biographie
Anemone Valcke étudie l'art dramatique au Conservatoire royal de Gand, d'où elle sort diplômée en 2013.
En 2014, elle joue dans Wijven (qu'on pourrait traduire par Les Femelles), mis en scène par Alexander Devriendt, avec cinq autres femmes de la compagnie théâtrale gantoise Ontroerend Goed (nl).

## Filmographie

### Cinéma

#### Longs métrages
- 2008 : Moscow, Belgium (en néerlandais : Aanrijding in Moscou) de Christophe Van Rompaey
- 2010 : Bo de Hans Herbots
- 2010 : Adem de Hans Van Nuffel
- 2012 : Brasserie romantique de Joël Vanhoebrouck : Ingrid
- 2012 : Offline de Peter Monsaert : Vicky
- 2013 : Follow de Eva Cools : Renée
- 2017 : Hoe kamelen leeuwen worden de Lydia Rigaux : Robin
- 2019 : Lola vers la mer de Laurent Micheli : la danseuse de pole dance
- 2020 : Bandits des Bois : De Schoen

#### Courts métrages
- 2014 : Alles komt terug de Eva Cools : Renée
- 2015 : Een vrije dag de Wouter Stoter : Stefanie
- 2015 : A Day Off de Wouter Stoter : Stephanie

## Distinctions

### Récompenses
- 2011 : Ensor de la meilleure actrice dans un second rôle pour son rôle dans Oxygène (Adem)

### Nominations
- 2013 : Meilleure actrice dans un second rôle aux Ensors